# Dorfkirche Dolgenbrodt

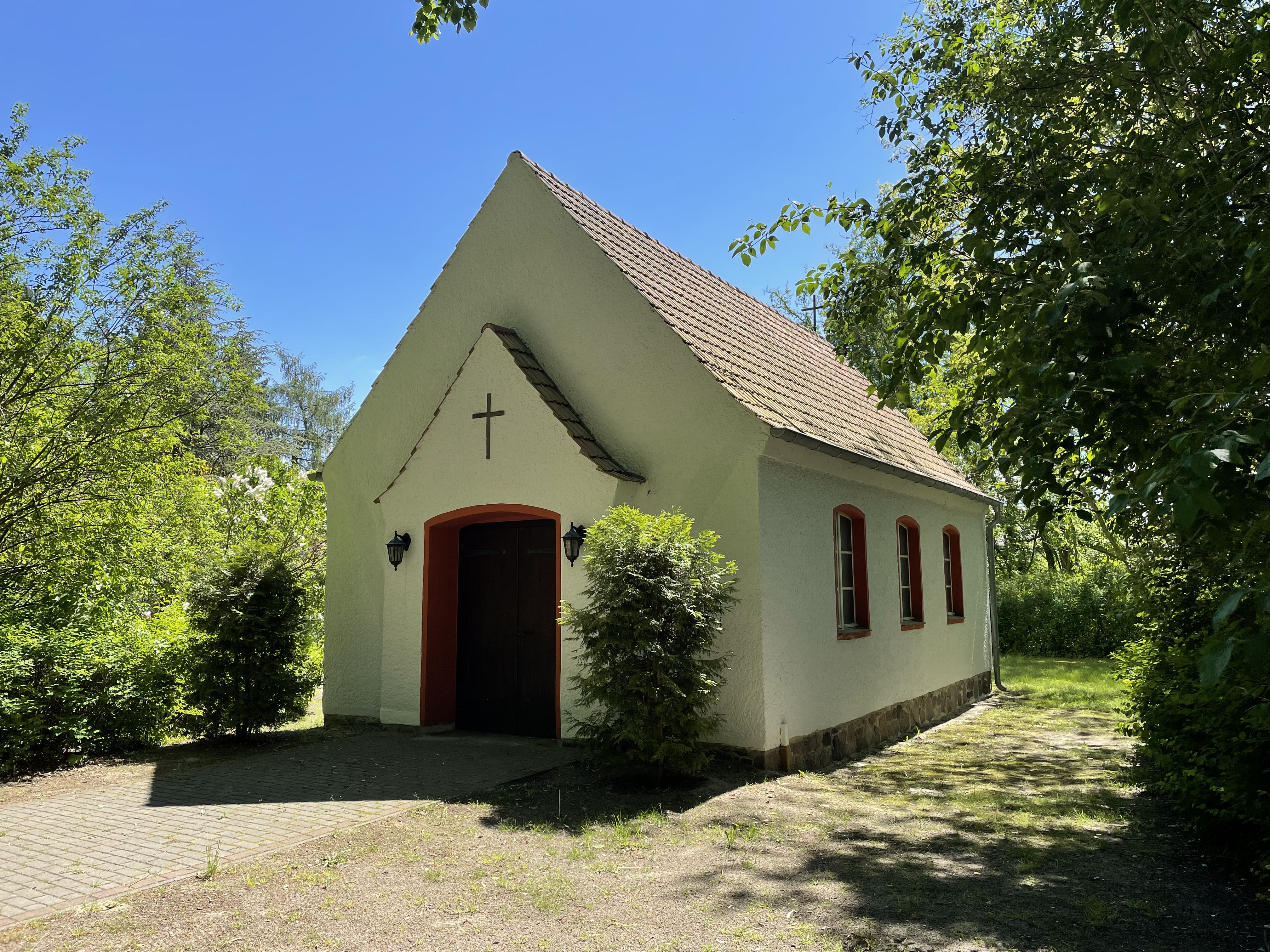
Dorfkirche Dolgenbrodt

Die evangelische Dorfkirche Dolgenbrodt ist eine Saalkirche in Dolgenbrodt, einem Ortsteil der Gemeinde Heidesee im Landkreis Dahme-Spreewald im Land Brandenburg. Die Kirchengemeinde gehört zum Kirchenkreis Zossen-Fläming der Evangelischen Kirche Berlin-Brandenburg-schlesische Oberlausitz.

## Lage
Die Bindower Allee führt vom historischen Dorfzentrum in nördlicher Richtung aus dem Ort. Nach rund 150 m führt ein Teil der Straße in östlicher Richtung an dem Gebäude der Freiwilligen Feuerwehr entlang zum Friedhof der Gemeinde. Dort steht die Kirche auf einem Grundstück, das nicht eingefriedet, aber von Wohnbebauung umgeben ist.

## Geschichte

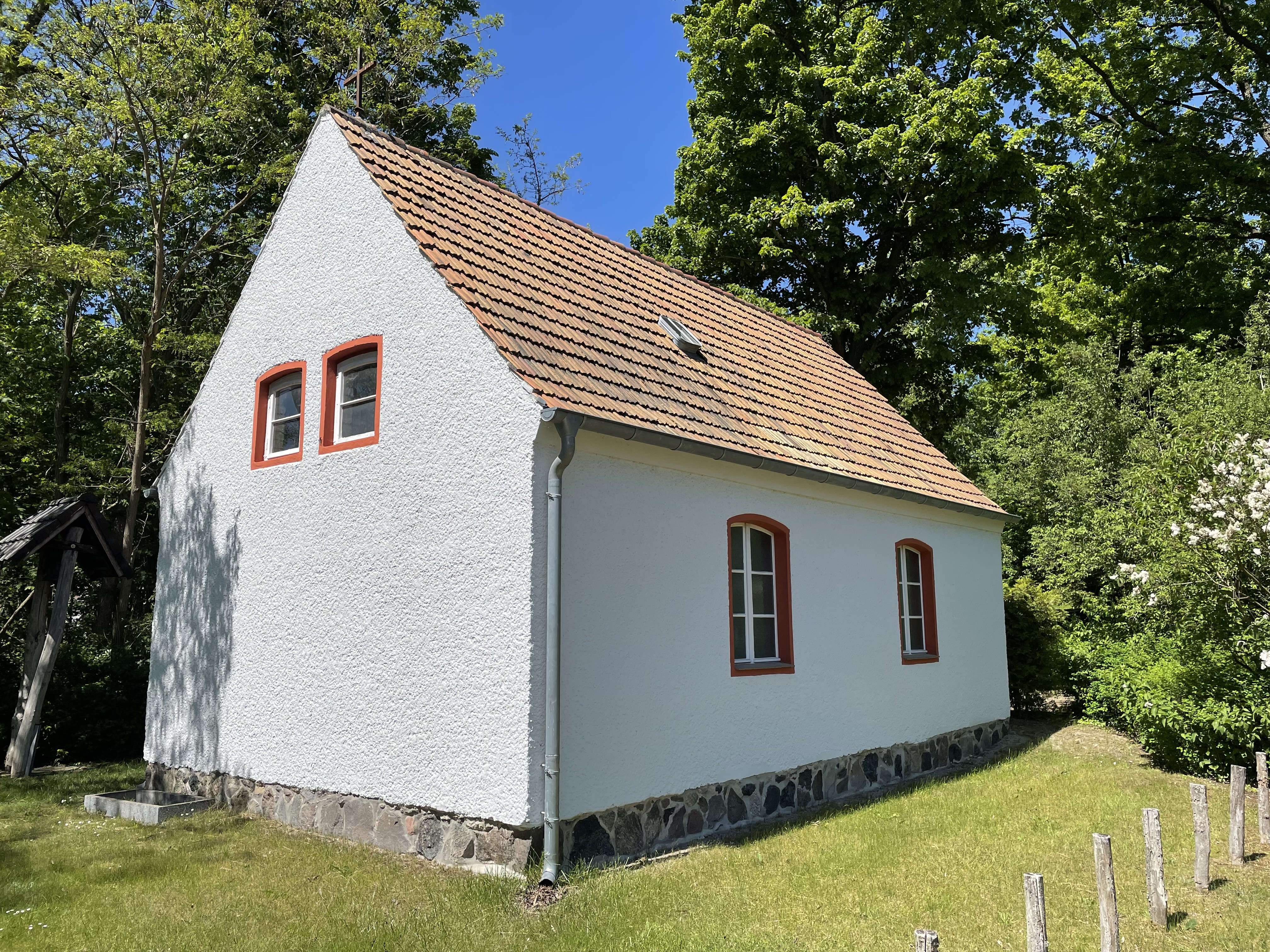
Ansicht von Nordosten

Aus dem Jahr 1572 sind Abgaben der Bewohner an den Pfarrer in Storkow (Mark) überliefert. Die Gemeinde war 1774 und 1897 nach Prieros eingekircht; im Ort gab es keine eigene Dorfkirche. Nach dem Zweiten Weltkrieg kam es zu einem erheblichen Zuzug: Lebten im Jahr 1939 noch 155 Personen im Ort, waren es 1946 bereits 314. Die evangelischen Bewohner, von denen viele als Flüchtlinge nach Dolgenbrodt gekommen waren, errichteten im Jahr 1955 eine eigene Saalkirche im Ort. Der Kirchenkreis beschreibt in einem Kirchenführer Zwischen Himmel und Erde – Gottes Häuser im Kirchenkreis Zossen-Fläming, dass dies „aus Dankbarkeit, aus Sehnsucht“ erfolgte und das Bauwerk „klein und bescheiden“ sein sollte, „eine, die zu ihren Menschen passt“. Die Arbeiten erfolgten in der Regel ehrenamtlich durch Bewohner aus dem Ort.

## Baubeschreibung
Das Bauwerk wurde auf einem Sockel aus unbehauenen und nicht lagig geschichteten Feldsteinen errichtet und besteht im Wesentlichen aus Mauersteinen, die anschließend verputzt wurden. An der Ostseite sind im Giebel zwei gedrückt-segmentbogenförmige Fenster, deren Fasche durch einen rötlichen Anstrich nochmals betont wurden. An der Nordseite des Kirchenschiffs sind zwei, an der Südseite drei große und ebenfalls gedrückt-segmentbogenförmige Fenster. Der Zugang erfolgt von Westen durch einen kleinen Vorbau, in den eine ebenfalls gedrückt-segmentbogenförmige, hölzerne Pforte eingelassen ist. Im Giebel des Vorbaus ist ein Kreuz. Vorbau und Schiff tragen ein schlichtes Satteldach; am östlichen Dachfirst ist ein Kreuz.

## Ausstattung
Der Altar sowie die Kanzel sind bauzeitlich und wurden von einem Tischler vor Ort angefertigt. Südöstlich des Bauwerks hängt in einem hölzernen und freistehenden Glockenstuhl eine Glocke, die einst der Arbeiterschaft diente.